# Cratere Tibrikot
Tibrikot  è un cratere sulla superficie di Marte.